# Universitat Jaume I
La Universitat Jaume I de Castelló de la Plana és una universitat pública, creada el 1991 i que actualment té uns 15.000 estudiants.
Rep el nom en honor del rei en Jaume, el conqueridor.
La Universitat Jaume I és pionera en la utilització de les noves tecnologies de la informació, fou la primera institució espanyola a tenir un servidor web públic (www.uji.es) i la primera universitat a disposar d'un Centre d'Educació i Noves Tecnologies (CENT), que té com a missió la investigació i assessorament en l'aplicació de les noves tecnologies per a la millora de la qualitat de la docència. La UJI s'ha convertit un una universitat pionera en la implantació de l'ensenyament multimèdia amb la instal·lació, en totes les seues aules, d'un equipament informàtic i audiovisual integrat per a millorar el procés d'ensenyança i aprenentatge.
La universitat es troba entre les primeres universitats espanyoles en l'obtenció de cursos externs per a investigació i desenvolupament per professor. La Jaume I promou la innovació industrial i l'I+D amb un pla propi dotat amb més de 600.000 euros, i ha impulsat la creació de la "Xarxa de Serveis", un conjunt de serveis per a la promoció de treballs científics i tecnològics específics per a les empreses del seu entorn.
Forma part de la Xarxa Vives d'Universitats, xarxa de la qual formen part les universitats dels territoris de parla catalana. A més, la UJI allotja l'Institut de Tecnologia Ceràmica, centre líder pel que fa a la investigació i desenvolupament tecnològic orientat a la indústria del taulell.
El 2018 es convertí en la segona universitat del territori valencià que tingué una dona com a rectora.

## Centres docents
Consta de tres facultats i una escola superior:
- Facultat de Ciències Jurídiques i Econòmiques
- Facultat de Ciències Humanes i Socials
- Facultat de Ciències de la Salut
- Escola Superior de Tecnologia i Ciències Experimentals

## Estudis

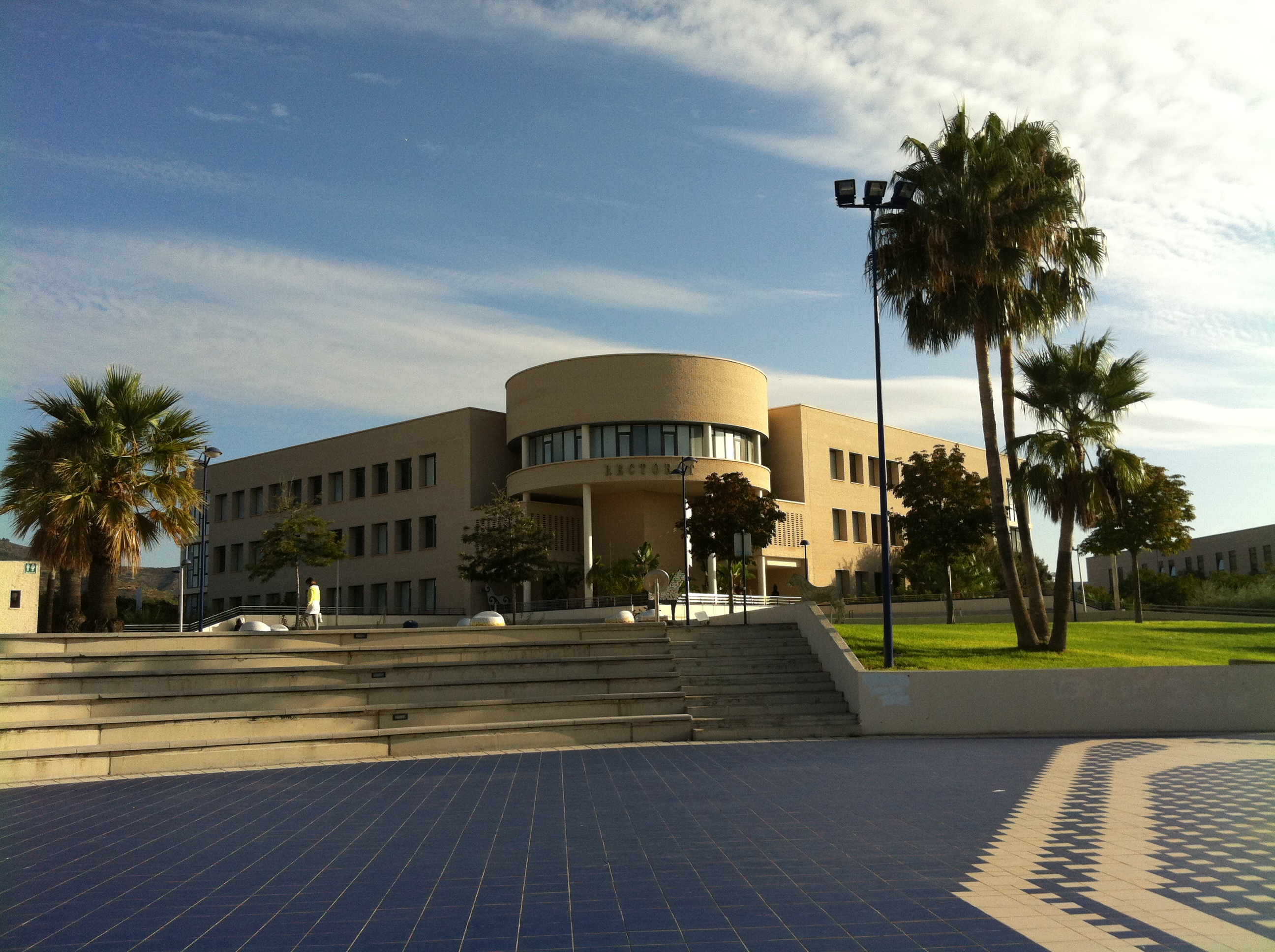
Campus UJI - rectorat

- Facultat de Ciències Humanes i Socials
  - Grau en Comunicació Audiovisual
  - Grau en Estudis Anglesos (5è millor d'Espanya 07/05/2014[2]
  - Grau en Història i Patrimoni
  - Grau en Humanitats: Estudis Interculturals
  - Grau en Mestre o Mestra d'Educació Infantil
  - Grau en Mestre o Mestra d'Educació Primària
  - Grau en Periodisme
  - Grau en Publicitat i Relacions Públiques (4t millor d'Espanya 07/05/2014[2]
  - Grau en Traducció i Interpretació (4t millor d'Espanya 07/05/2014[2])

- Facultat de Ciències Jurídiques i Econòmiques
  - Grau en Administració i Direcció d'Empreses
  - Grau en Criminologia i Seguretat
  - Grau en Dret
  - Grau en Economia
  - Grau en Finances i Comptabilitat
  - Grau en Gestió i Administració Pública
  - Grau en Relacions Laborals i Recursos Humans
  - Grau en Turisme
- Facultat de Ciències de la Salut[3]
  - Grau en Medicina
  - Grau en Infermeria
  - Grau en Psicologia
- Escola Superior de Tecnologia i Ciències Experimentals
  - Grau en Arquitectura Tècnica
  - Grau en Disseny i Desenvolupament de Videojocs
  - Grau en Enginyeria Agroalimentària i del Medi Rural
  - Grau en Enginyeria Elèctrica
  - Grau en Enginyeria en Disseny Industrial i Desenvolupament de Productes
  - Grau en Enginyeria en Tecnologies Industrials
  - Grau en Enginyeria Informàtica
  - Grau en Enginyeria Mecànica
  - Grau en Enginyeria Química
  - Grau en Matemàtica Computacional
  - Grau en Química

## Estudis no oficials i activitats
La Universitat Jaume I, a més d'oferir graus oficials, també realitza les següents activitats docents:
- Cursos i seminaris de postgrau no oficials
- Universitat per a Majors
- Fundació Universitat Jaume I-Empresa (FUE-UJI), on ofereix cursos de postgrau i títols propis de la universitat